# Dorfkirche Heiligenkreuz

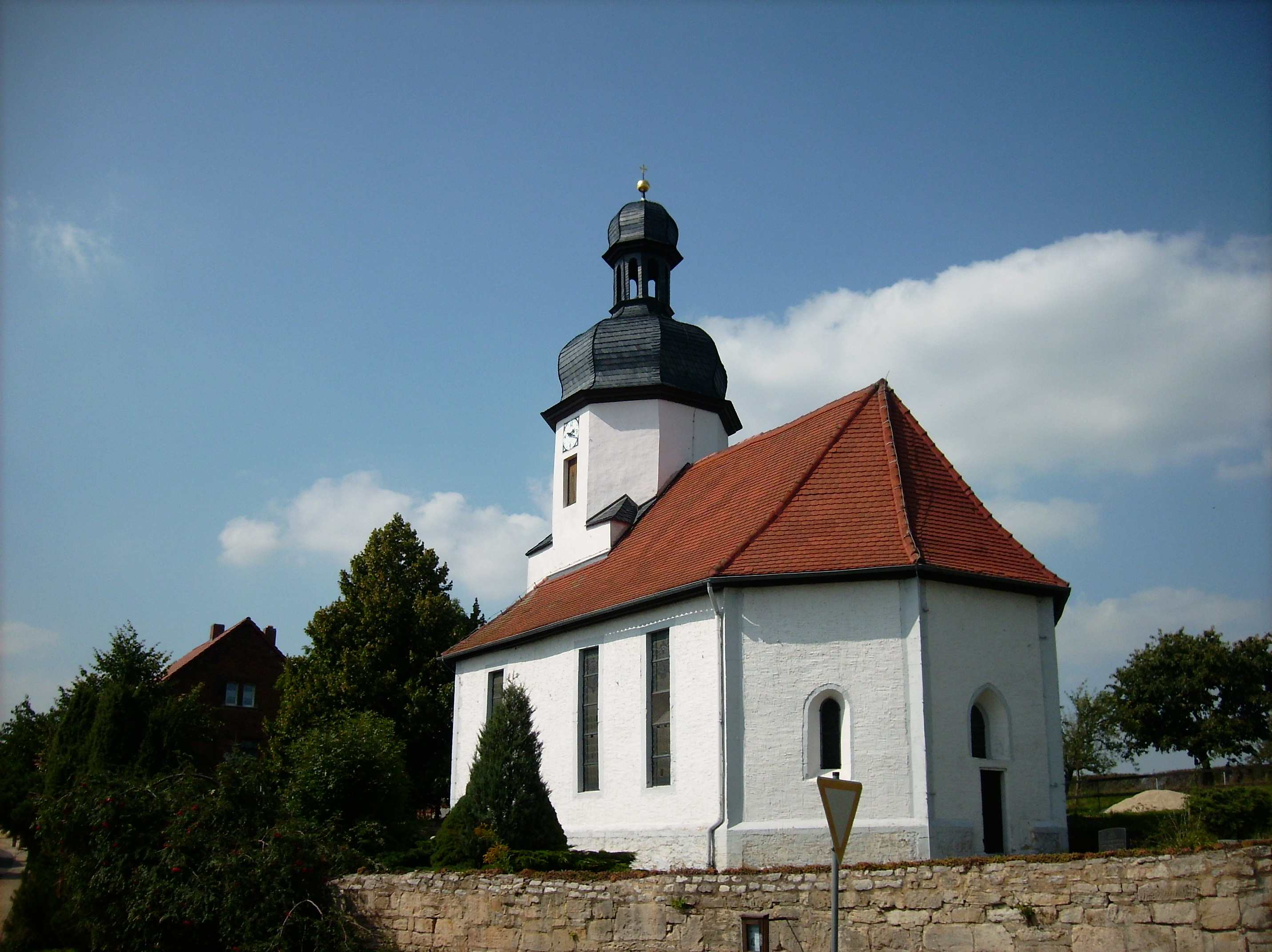
Die Kirche in Heiligenkreuz

Die evangelische Dorfkirche Heiligenkreuz befindet sich in Heiligenkreuz, einem Ortsteil der Stadt Naumburg (Saale) im Burgenlandkreis in Sachsen-Anhalt. Sie steht unter Denkmalschutz und ist mit der Erfassungsnummer 094 95624 im Denkmalverzeichnis des Landes registriert.

## Beschreibung

### Gebäude
Die Kirche ist eine spätgotische Saalkirche mit einem dreiseitigen Ostschluss und einem in das Schiff eingezogenen Westturm. In den Jahren 1701 bis 1710 wurde sie in Formen des Barock umgestaltet. Dabei wurde auch über dem Turmuntergeschoss ein achteckiger Aufsatz mit einer verschieferten Haube errichtet.

### Innenraum und Ausstattung
Der Saal der Kirche besitzt eine Flachdecke. Die Hufeisenempore mit einer Herrschaftsloge ist reich mit allegorischer sowie Rankenmalereien verziert. Sie wurde im Jahr 1710 errichtet. Aus dem Jahr 1708 stammt der Kanzelaltar des Bauwerks. Unter dem Korb der Kanzel befindet sich ein Gemälde der Kreuzigung. Im Jahr 1913 erfolgte eine Erneuerung des Innenraums in Formen des Jugendstils mit Schablonenmalereien an den Wänden und einer farbigen Verglasung der Fenster. Die Orgel ist ein Werk der Firma Ladegast & Sohn aus dem Jahr 1913 mit neun Registern auf zwei Manualen und Pedal.

## Sonstiges
Im Außenbereich der Kirche sind zwei barocke Grabsteine erhalten geblieben.